# Buddy Rice
Buddy Rice (ur. 31 stycznia 1976 roku w Phoenix) – amerykański kierowca wyścigowy.

## Kariera

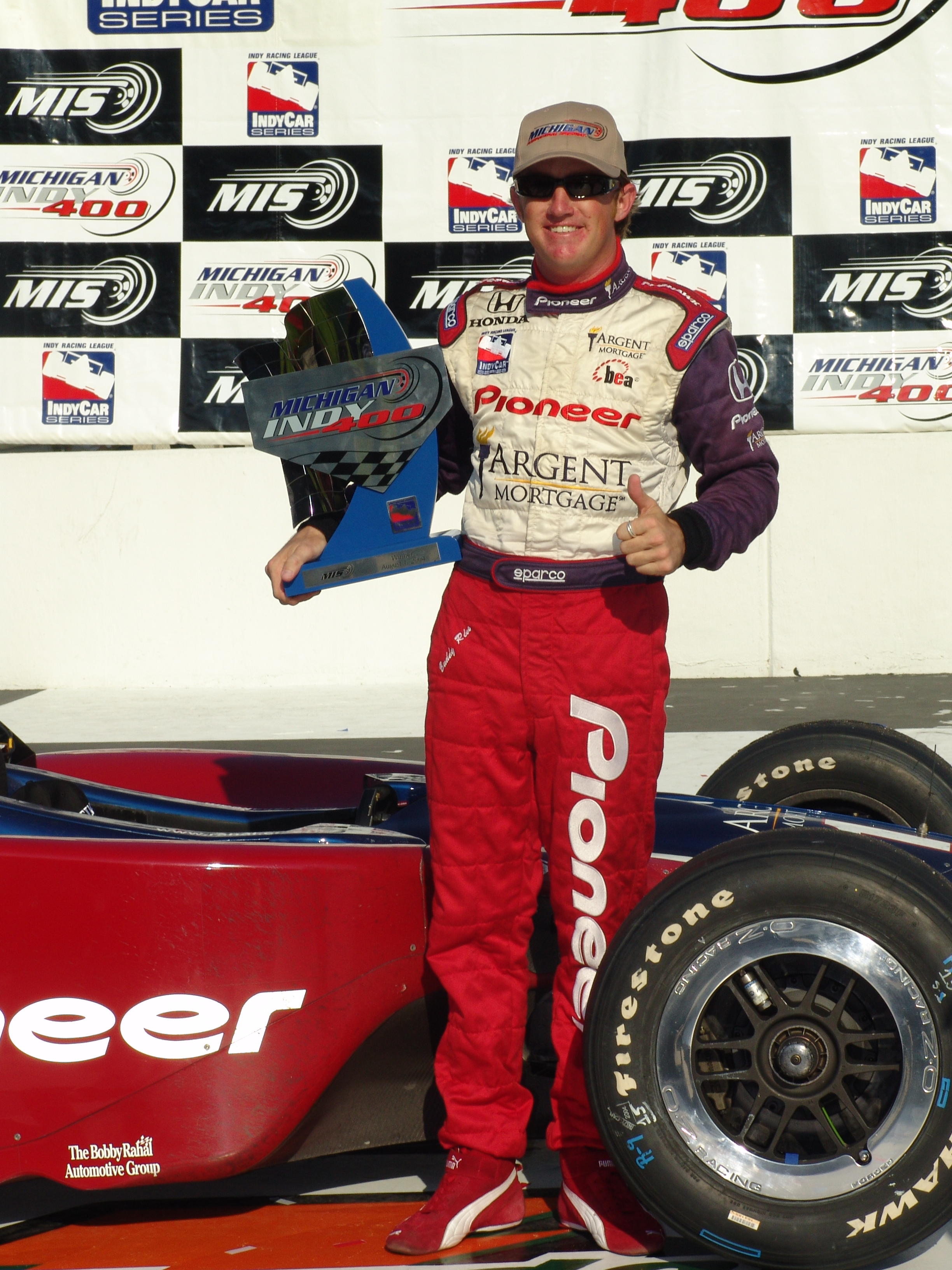
Buddy Rice z trofeum zwycięzcy Wyścigu Indianapolis 500 (2004)

Rice rozpoczął karierę w międzynarodowych wyścigach samochodowych w 1996 roku od startów w SCCA National Championship Runoffs Formula Continental, gdzie jednak nie zdobywał punktów. W późniejszym okresie Amerykanin pojawiał się także w stawce U.S. F2000 National Championship, Formuły Opel Lotus Nations Cup, Atlantic Championship, Grand American Rolex Series, IndyCar Series, International Race of Champions, Champ Car, Nikon Indy 300, A1 Grand Prix oraz NASCAR Truck Series. Od 2013 roku Amerykanin startuje w Rallycrossie w Global RallyCross Championship.
W IndyCar Series Rice startował w latach 2002-2008, 2011. W pierwszym sezonie startów raz stanął na podium. Uzbierane 140 punktów dało 22. miejsce w klasyfikacji generalnej. Rok później był szesnasty. W 2004 roku Amerykanin wygrał trzy wyścigi, w tym Indianapolis 500. Z dorobkiem 485 punktów został sklasyfikowany na trzeciej pozycji w końcowej klasyfikacji kierowców. W kolejnych pięciu sezonach tylko raz wkroczył do czołowej dziesiątki klasyfikacji generalnej - w 2007 roku był dziewiąty.